# The Mystery of the White Car
The Mystery of the White Car est un film muet américain réalisé par Francis Ford et sorti en 1914.

## Fiche technique
- Réalisation : Francis Ford
- Scénario : Grace Cunard (+ histoire)
- Durée : 20 minutes
- Date de sortie : États-Unis : 7 avril 1914

## Distribution
- Grace Cunard : Lady Raffles
- Francis Ford : Phil Kelly
- Ernest Shields